# Gul'naz Gubajdullina
Gul'naz Radikovna Gubajdullina (in russo Гульназ Радиковна Губайдуллина?; 14 febbraio 1992) è una pentatleta russa.

## Palmarès

### Mondiali
- 1 medaglia:
  - 1 oro (Il Cairo 2017 nell'individuale)

### Europei
- 1 medaglia:
  - 1 oro (Minsk 2017 nel misto)

### Giochi olimpici giovanili
- 1 medaglia:
  - 1 bronzo (Singapore 2010 nel misto)